# На прекрасную Аннабель Ли ветер дохнул, и куда-то её унесли
«На прекрасную Аннабель Ли ветер дохнул, и куда-то её унесли» (яп. 臈たしアナベル・リイ総毛立ちつ身まかりつ) — роман Кэндзабуро Оэ, написанный в 2007 году. Опубликован издательством «Синтёся».  В названии — аллюзия на стихотворение «Аннабель Ли» Эдгара По. В октябре 2010 года под упрощённым названием «Прекрасная Аннабель Ли» (美しいアナベル・リイ) роман был переиздан в серии «Библиотека Синтё».

## Сюжет
Как и в большинстве своих сочинений, Оэ ведёт повествование от лица писателя, внешне напоминающего его самого. В этом романе тот вместе со своим другом-кинорежиссёром приступает к экранизации повести Генриха фон Клейста «Михаэль Кольхаас», действие которой им переносится на Сикоку и увязывается со вспыхнувшей там в XIX в. чередой крестьянских восстаний. На главную роль в фильме, где герой повести сменяется героиней, приглашается всемирно известная актриса Сакура, начинавшая свою карьеру в картине по мотивам поэмы «Аннабель Ли» Эдгара По. По ходу развития сюжета выясняется, что Сакура, лишившись родителей, воспитывалась одним американцем, который её регулярно насиловал, а также распространял детскую порнографию с её участием. За его разоблачением последовал скандал, приведший к прекращению съёмок. Тридцать лет спустя в совместной работе над «Михаэлем Кольхаасом» и Сакура, и ведущий повествование стареющий писатель, преодолевают травмы прошлого. Роман несколько выбивается из сочинений тяготеющего к эсхатологии Оэ своим подчёркнуто оптимистическим концом. Сам автор отмечает, что в этой своей работе он впервые решил дать героям возможность освободиться от боли и стать открытыми будущему.